# Studio Tan
Studio Tan je hudební album Franka Zappy, poprvé vydané v roce 1978 u DiscReet Records.

## Seznam skladeb
Všechny skladby napsal Frank Zappa.

### Side one
1. "The Adventures of Greggery Peccary" – 20:40

### Side two
1. "Let Me Take You to the Beach" – 2:44
2. "Revised Music for Guitar and Low-Budget Orchestra" – 7:36
3. "Rdnzl" – 8:12

## Sestava
- Frank Zappa – kytara, zpěv, perkuse
- George Duke – klávesy
- John Berkman – piáno
- Tom Fowler – basová kytara
- Chester Thompson – bicí
- Davey Moire – zpěv
- Eddie Jobson – klávesy
- Max Bennett – basová kytara
- Paul Humphrey – bicí
- Don Brewer – bonga
- James "Bird Legs" Youmans – basová kytara
- Ruth Underwood – perkuse, syntezátor
- Michael Zearott – dirigent
- Pamela Goldsmith – viola
- Murray Adler – housle
- Sheldon Sanov – housle
- Jerry Kessler – violoncello
- Edward Meares – kontrabas
- Bruce Fowler – pozoun
- Don Waldrop – pozoun
- Jock Ellis – pozoun
- Dana Hughes – basový pozoun
- Earle Dumler – hoboj
- JoAnn Caldwell McNab – fagot
- Mike Altschul – flétna
- Graham Young – trbka
- Jay Daversa – trubka
- Malcolm McNab – trubka
- Ray Reed – flétna
- Victor Morosco – saxofon
- John Rotella – dřevěné nástroje
- Alan Estes – perkuse
- Emil Richards – perkuse